# Río Manuripi
Il Río Manuripi (chiamato Río Manuripe in Perù) è un fiume che scorre tra Perù e Bolivia. Confluendo nel Río Tahuamanu, forma il Río Orthon, parte del sistema fluviale del Rio delle Amazzoni.

## Corso
Il Río Manuripe nasce all'interno della Reserva Territorial Madre de Dios, un'area forestale protetta istituita a tutela di popolazioni indigene, che si estende nella regione peruviana di Madre de Dios in direzione est, oltre il parco nazionale del Manú. Dalla sorgente, il fiume scorre verso sud-est, segnando il confine tra le province di Tahuamanu e Tambopata; dopo circa 300 chilometri, nei pressi dell'abitato di Mavila, raggiunge il confine boliviano.
Entrato nel Dipartimento di Pando, viene chiamato Río Manuripi e attraversa dapprima (per 286 chilometri) il Municipio di Filadelfia, poi (per altri 147 chilometri) quello di Puerto Rico. Dopo un totale di 733 chilometri, all'altezza della città di Puerto Rico, confluisce nel Río Tahuamanu, proseguendo quindi come Río Orthon per altri 410 chilometri, fino a immettersi nel Río Beni.
A causa del lieve dislivello – appena 250 metri in 733 chilometri – il fiume forma numerosi meandri e cambia continuamente corso e lunghezza: quando due anse vicine si toccano, l'acqua imbocca la scorciatoia e lascia porzioni di fiume «morto» che finiscono col tempo per interrarsi.

## Infrastrutture
Poiché il fiume attraversa per intero la foresta pluviale tropicale ed è ancora quasi privo di infrastrutture stradali, il suo bacino idrografico risulta praticamente disabitato. L'unico collegamento per accedere all'area lungo il corso fluviale è via acqua; nell'intero tragitto, infatti, il fiume è attraversato soltanto da tre strade che seguono una direttrice nord-sud: in Perù, dalla Transoceánica nei pressi di Mavila (km 266), e in Bolivia dalla Ruta 16 vicino a San Silvestre (km 398) e dalla Ruta 13 a Puerto Rico (km 733).

## L'area protetta Manuripi-Heath
Sul versante boliviano, il Río Manuripi confina con l'area protetta Manuripi-Heath (Reserva Nacional de Vida Silvestre Amazónica Manuripi-Heath), che si estende dal confine con il Perù su tutta la fascia compresa tra il Río Manuripi e il Río Madre de Dios.